# Blikveld
Het blikveld is de ruimte om je heen die bekeken kan worden door alleen de ogen, maar niet het hoofd te bewegen.
- Monoculair blikveld is de ruimte die gezien kan worden met één oog.
- Binoculair blikveld is de ruimte die gezien kan worden met twee ogen.

Het blikveld is groter dan het gezichtsveld: bij de laatste blijven ook de ogen op dezelfde positie.
Wat men op een bepaalde plaats kan zien wordt verder vergroot door het draaien van het hoofd ten opzichte van het lichaam en door het draaien van het lichaam. Een achteruitkijkspiegel wordt gebruikt om dit laatste onnodig te maken.

## Overdrachtelijke betekenis
Het woord blikveld wordt ook overdrachtelijk gebruikt, en verwijst dan naar de belevingswereld; de complete set van meningen en begrippen die kan worden bevat of overzien. Het wordt in deze zin zowel voor een persoon als voor een groep gebruikt.